# Pterophorus flavus
Pterophorus flavus is een vlinder uit de familie vedermotten (Pterophoridae). De wetenschappelijke naam van de soort is voor het eerst geldig gepubliceerd in 1991 door Arenberger.